# آب ميشان
آب میشان (مازو) (بالفارسية: آبمیشان) هي منطقة سكنية تقع في قسم مازو الريفي، بمقاطعة أنديمشك التابعة محافظة خوزستان، إيران. يقدر عدد سكانها بـ 64 نسمة حسب الإحصاء السكاني الذي تمّ في عام 2006.